# 6586 Сейдлер
6586 Сейдлер (6586 Seydler) — астероїд головного поясу, відкритий 28 жовтня 1984 року.
Тіссеранів параметр щодо Юпітера — 3,480.